# Río Alcanadre
Río Alcanadre är ett vattendrag i Spanien.   Det ligger i provinsen Provincia de Huesca och regionen Aragonien, i den nordöstra delen av landet, 300 km öster om huvudstaden Madrid.